# Plaza Paraguachi
Plaza Paraguachi é uma cidade venezuelana, capital do município de Antolín del Campo.